# Mistrzostwa Świata w Lekkoatletyce 2005 – pchnięcie kulą kobiet
Pchnięcie kulą kobiet – jedna z konkurencji rozgrywanych podczas lekkoatletycznych mistrzostw świata w 2005. Eliminacje odbyły się 12 sierpnia, a finał został rozegrany 13 sierpnia.
Do eliminacji zgłoszonych zostało 26 zawodniczek z 17 państw. Dwunastka lekkoatletek z najlepszymi wynikami w fazie eliminacji (lub tych, które osiągnęły rezultat co najmniej 18,30 m) awansowała do finałowej rywalizacji.
Zawody w tej konkurencji wygrała reprezentantka Rosji Olga Riabinkina. Drugą pozycję zajęła zawodniczka z Nowej Zelandii Valerie Adams, trzecią zaś reprezentująca Niemcy Nadine Kleinert.
Zwyciężczynią pierwotnie miała zostać Białorusinka Nadzieja Astapczuk, ale została zdyskwalifikowana za stosowanie dopingu. Oprócz niej za to samo przewinienie została zdyskwalifikowana rosyjska kulomiotka Swietłana Kriwielowa.

## Wyniki

### Eliminacje
Grupa A
| Miejsce | Zawodniczka        | Państwo           | Podejście | Podejście | Podejście | Wynik końcowy | Uwagi |
| Miejsce | Zawodniczka        | Państwo           | #1        | #2        | #3        | Wynik końcowy | Uwagi |
| ------- | ------------------ | ----------------- | --------- | --------- | --------- | ------------- | ----- |
| 1.      | Yumileidi Cumbá    | Kuba              | X         | 18,94     |           | 18,94         |       |
| 2.      | Olga Riabinkina    | Rosja             | 17,65     | 18,72     |           | 18,72         |       |
| 3.      | Li Meiju           | Chiny             | 17,30     | 17,31     | 18,35     | 18,35         |       |
| 4.      | Assunta Legnante   | Włochy            | 17,46     | 17,80     | 18,06     | 18,06         |       |
| 5.      | Lieja Tunks        | Holandia          | 17,75     | 17,62     | 17,87     | 17,87         |       |
| 6.      | Olga Iwanowa       | Rosja             | X         | 17,21     | 17,80     | 17,80         |       |
| 7.      | Petra Lammert      | Niemcy            | X         | 17,72     | 17,56     | 17,72         |       |
| 8.      | Kristin Heaston    | Stany Zjednoczone | 17,53     | X         | X         | 17,53         |       |
| 9.      | Vivian Chukwuemeka | Nigeria           | X         | 17,50     | 17,35     | 17,50         |       |
| 10.     | Elisângela Adriano | Brazylia          | 15,86     | 16,18     | 16,94     | 16,94         |       |
| 11.     | Cristiana Checchi  | Włochy            | X         | 16,35     | 16,67     | 16,67         |       |
| 12.     | ʻAna Poʻuhila      | Tonga             | X         | 15,14     | X         | 15,14         |       |
| –       | Nadzieja Astapczuk | Białoruś          | 19,65     |           |           | DSQ           |       |

Grupa B
| Miejsce | Zawodniczka          | Państwo           | Podejście | Podejście | Podejście | Wynik końcowy | Uwagi |
| Miejsce | Zawodniczka          | Państwo           | #1        | #2        | #3        | Wynik końcowy | Uwagi |
| ------- | -------------------- | ----------------- | --------- | --------- | --------- | ------------- | ----- |
| 1.      | Valerie Adams        | Nowa Zelandia     | 19,87     |           |           | 19,87         | AR    |
| 2.      | Nadine Kleinert      | Niemcy            | 18,90     |           |           | 18,90         |       |
| 3.      | Natalla Michniewicz  | Białoruś          | 18,83     |           |           | 18,83         |       |
| 4.      | Misleydis González   | Kuba              | 18,53     |           |           | 18,53         |       |
| 5.      | Christina Schwanitz  | Niemcy            | 17,82     | 18,17     | 18,35     | 18,35         |       |
| 6.      | Kimberly Barrett     | Jamajka           | 17,14     | 17,85     | 17,34     | 17,85         |       |
| 7.      | Chiara Rosa          | Włochy            | 17,32     | X         | X         | 17,32         |       |
| 8.      | Cleopatra Borel      | Trynidad i Tobago | 17,31     | X         | 16,96     | 17,31         |       |
| 9.      | Oksana Chibisowa     | Rosja             | 16,67     | 16,30     | 16,41     | 16,67         |       |
| 10.     | Lee Mi-young         | Korea Południowa  | 16,18     | X         | 16,60     | 16,60         |       |
| 11.     | Yoko Toyonaga        | Japonia           | 16,51     | 15,96     | 16,24     | 16,51         |       |
| 12.     | Elizabeth Wanless    | Stany Zjednoczone | 16,50     | 15,98     | 15,73     | 16,50         |       |
| –       | Swietłana Kriwielowa | Rosja             | 19,28     |           |           | DSQ           |       |

### Finał
| Miejsce | Zawodniczka          | Państwo       | Podejście | Podejście | Podejście | Podejście | Podejście | Podejście | Wynik końcowy | Uwagi |
| Miejsce | Zawodniczka          | Państwo       | #1        | #2        | #3        | #4        | #5        | #6        | Wynik końcowy | Uwagi |
| ------- | -------------------- | ------------- | --------- | --------- | --------- | --------- | --------- | --------- | ------------- | ----- |
| 01 !    | Olga Riabinkina      | Rosja         | X         | 19,34     | 19,64     | X         | 19,06     | 18,76     | 19,64         |       |
| 02 !    | Valerie Adams        | Nowa Zelandia | X         | 18,23     | 19,62     | 19,33     | X         | 19,62     | 19,62         |       |
| 03 !    | Nadine Kleinert      | Niemcy        | X         | 17,92     | 18,7      | 18,87     | 19,07     | X         | 19,07         |       |
| 4.      | Yumileidi Cumbá      | Kuba          | 18,37     | X         | X         | 18,57     | X         | 18,64     | 18,64         |       |
| 5.      | Li Meiju             | Chiny         | 17,51     | 18,20     | 18,35     | X         | 18,10     | X         | 18,35         |       |
| 6.      | Natalla Michniewicz  | Białoruś      | 16,91     | 17,85     | 18,25     | 18,02     | 18,34     | X         | 18,34         |       |
| 7.      | Christina Schwanitz  | Niemcy        | 17,55     | 18,02     | X         | NQ        | NQ        | NQ        | 18,02         |       |
| 8.      | Misleydis González   | Kuba          | 17,85     | 18,01     | 17,82     | NQ        | NQ        | NQ        | 18,01         |       |
| 9.      | Lieja Tunks          | Holandia      | 17,83     | 17,60     | X         | NQ        | NQ        | NQ        | 17,83         |       |
| 10.     | Assunta Legnante     | Włochy        | X         | 16,99     | X         | NQ        | NQ        | NQ        | 16,99         |       |
| –       | Nadzieja Astapczuk   | Białoruś      | 20,30     | 20,13     | X         | X         | 20,23     | 20,51     | DSQ           |       |
| –       | Swietłana Kriwielowa | Rosja         | 17,35     | 18,47     | 19,16     | 18,59     | 19,10     | 18,94     | DSQ           |       |